# Epiphragma sappho
Epiphragma sappho är en tvåvingeart som beskrevs av Alexander 1943. Epiphragma sappho ingår i släktet Epiphragma och familjen småharkrankar.
Artens utbredningsområde är Peru. Inga underarter finns listade i Catalogue of Life.